# Ted Lieu

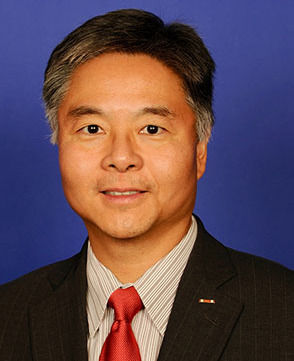
Ted Lieu (2019)

Ted W. Lieu (* 29. März 1969 in Taipeh, Taiwan) ist ein US-amerikanischer Politiker der Demokratischen Partei. Seit Januar 2015 vertritt er den Bundesstaat Kalifornien im US-Repräsentantenhaus.

## Werdegang
Ted Lieu besuchte bis 1991 die Stanford University. Anschließend studierte er bis 1994 die Rechtswissenschaft an der Georgetown University. Zwischen 1995 und 1999 diente Ted Lieu in der United States Air Force, deren Reserve er bis heute angehört. Nach seiner aktiven Militärzeit begann er juristisch zu arbeiten. Er war zunächst im neunten Bezirk des United States Court of Appeals angestellt. Anschließend praktizierte er als privater Rechtsanwalt. Politisch schloss Ted Lieu sich der Demokratischen Partei an. Von 2002 bis 2005 saß er im Stadtrat von Torrance. Zwischen 2005 und 2010 war er Abgeordneter in der California State Assembly; von 2011 bis 2015 gehörte er dem Senat von Kalifornien an. Im Jahr 2010 kandidierte er erfolglos für das Amt des Attorney General von Kalifornien.
Bei den Kongresswahlen des Jahres 2014 wurde Lieu im 33. Wahlbezirk von Kalifornien in das US-Repräsentantenhaus in Washington, D.C. gewählt, wo er am 3. Januar 2015 die Nachfolge von Henry Waxman antrat, der nach 40 Jahren im Kongress nicht mehr kandidiert hatte. Er siegte mit 58:42 Prozent der Stimmen gegen den Republikaner Elan Carr. Da er 2016, 2018, 2020, 2022 und 2024 die Wiederwahlen jeweils gewann, kann er sein Amt bis heute ausüben. Seine neue Legislaturperiode im Repräsentantenhaus des 119. Kongresses läuft bis zum 3. Januar 2027.